# Surf de neu als Jocs Olímpics d'hivern de 2010 - Camp a través masculí

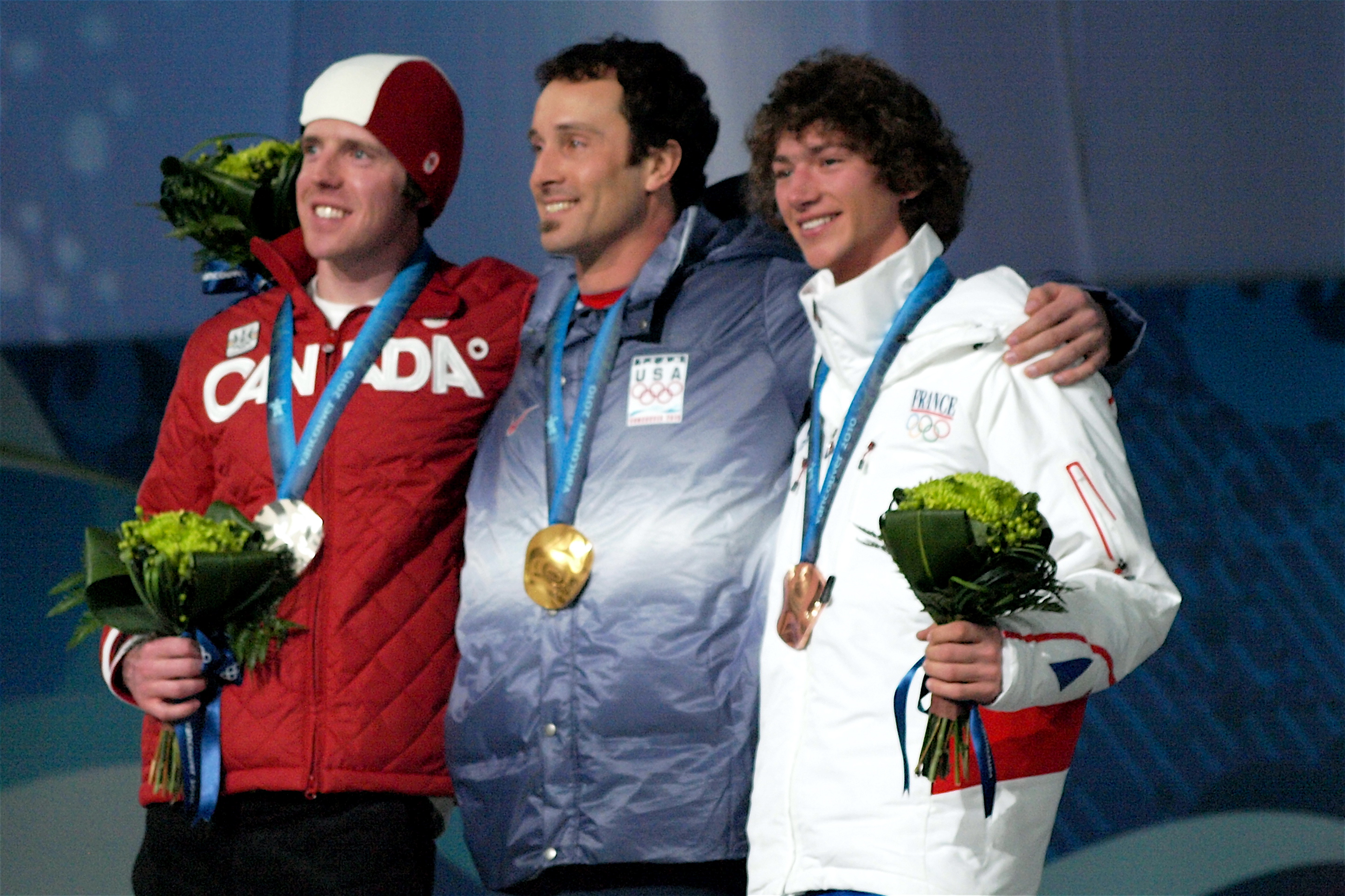
Podi olímpic en l'edició de 2010 de camp a través.

Als Jocs Olímpics d'Hivern de 2010 celebrats a la ciutat de Vancouver (Canadà) es disputà una prova de surf de neu en categoria masculina en la modalitat de camp a través que formà part del programa oficial dels Jocs.
La prova es disputà el 15 de febrer de 2010 a les instal·lacions de Cypress Mountain. Hi participaren un total de 35 surfistes de 15 comitès nacionals diferents.

## Resum de medalles
| Or           | Argent         | Bronze      |
| Seth Wescott | Mike Robertson | Tony Ramoin |

## Resultats

### Ronda qualificatòria
| Pos. | Dorsal | Nom                  | CON          | Volta 1 (temps) | Volta 2 (temps) | Millor temps | Notes |
| ---- | ------ | -------------------- | ------------ | --------------- | --------------- | ------------ | ----- |
| 1    | 33     | Alex Pullin          | Austràlia    | 1:21.17         | 1:20.15         | 1:20.15      | Q     |
| 2    | 35     | Graham Watanabe      | Estats Units | 1:22.25         | 1:20.53         | 1:20.53      | Q     |
| 3    | 40     | Mike Robertson       | Canadà       | 1:21.73         | 1:20.15         | 1:20.15      | Q     |
| 4    | 50     | Xavier de Le Rue     | França       | 1:21.33         | 1:21.86         | 1:21.33      | Q     |
| 5    | 39     | Mario Fuchs          | Àustria      | 1:21.84         | 1:21.53         | 1:21.53      | Q     |
| 6    | 36     | Pierre Vaultier      | França       | 1:23.37         | 1:21.63         | 1:21.63      | Q     |
| 7    | 45     | Nick Baumgartner     | Estats Units | 1:22.64         | 1:21.70         | 1:21.70      | Q     |
| 8    | 47     | Nate Holland         | Estats Units | 1:21.78         | DSQ             | 1:21.78      | Q     |
| 9    | 56     | Damon Hayler         | Austràlia    | 1:22.10         | 1:21.81         | 1:21.81      | Q     |
| 10   | 38     | Robert Fagan         | Canadà       | 1:23.06         | 1:21.87         | 1:21.87      | Q     |
| 11   | 49     | Drew Neilson         | Canadà       | 1:22.01         | 1:22.34         | 1:22.01      | Q     |
| 12   | 42     | Lukas Gruener        | Àustria      | 1:22.04         | 1:24.35         | 1:22.04      | Q     |
| 13   | 55     | Alberto Schiavon     | Itàlia       | 1:22.58         | 1:22.33         | 1:22.33      | Q     |
| 14   | 52     | Tony Ramoin          | França       | 1:23.62         | 1:22.34         | 1:22.34      | Q     |
| 15   | 46     | Francois Boivin      | Canadà       | 1:32.72         | 1:22.75         | 1:22.75      | Q     |
| 16   | 53     | Fabio Caduff         | Suïssa       | 1:24.84         | 1:22.78         | 1:22.78      | Q     |
| 17   | 41     | Seth Wescott         | Estats Units | 1:25.69         | 1:22.87         | 1:22.87      | Q     |
| 18   | 62     | Stefano Pozzolini    | Itàlia       | 1:24.41         | 1:23.08         | 1:23.08      | Q     |
| 19   | 61     | Federico Raimo       | Itàlia       | 1:23.16         | 1:23.35         | 1:23.16      | Q     |
| 20   | 65     | Andrey Boldykov      | Rússia       | 1:23.28         | 1:30.20         | 1:23.28      | Q     |
| 21   | 34     | Markus Schairer      | Àustria      | 1:29.56         | 1:23.33         | 1:23.33      | Q     |
| 22   | 60     | Rok Rogelj           | Eslovènia    | 1:23.37         | 1:23.50         | 1:23.37      | Q     |
| 23   | 43     | Paul-Henri de Le Rue | França       | 1:23.60         | 1:23.57         | 1:23.57      | Q     |
| 24   | 51     | Stian Sivertzen      | Noruega      | 1:25.08         | 1:23.80         | 1:23.80      | Q     |
| 25   | 63     | Joachim Havikhagen   | Noruega      | 1:23.87         | 1:25.23         | 1:23.87      | Q     |
| 26   | 48     | David Speiser        | Alemanya     | 1:27.37         | 1:23.92         | 1:23.92      | Q     |
| 27   | 59     | Maciej Jodko         | Polònia      | 1:24.76         | 1:24.11         | 1:24.11      | Q     |
| 28   | 54     | Mateusz Ligocki      | Polònia      | 1:27.03         | 1:24.11         | 1:24.11      | Q     |
| 29   | 37     | Michal Novotný       | Txèquia      | 1:24.23         | 1:24.53         | 1:24.23      | Q     |
| 30   | 58     | Simone Malusa        | Itàlia       | 1:24.88         | 1:24.53         | 1:24.53      | Q     |
| 31   | 66     | Regino Hernández     | Espanya      | 1:28.66         | 1:25.90         | 1:25.90      | Q     |
| 32   | 44     | David Bakeš          | Txèquia      | NF              | 1:26.05         | 1:26.05      | Q     |
| 33   | 57     | Konstantin Schad     | Alemanya     | 1:26.69         | NF              | 1:26.69      |       |
| 34   | 67     | Lluís Marin Tarroch  | Andorra      | NF              | 1:47.36         | 1:47.36      |       |
| —    | 64     | Jordi Font           | Espanya      | NF              | -               | -            |       |

- NF: no finalitzà

### Vuitens de final
| Pos. | Dorsal | Nom          | CON          | Notes |
| ---- | ------ | ------------ | ------------ | ----- |
| 1    | 17     | Seth Wescott | Estats Units | Q     |
| 2    | 16     | Fabio Caduff | Suïssa       | Q     |
| 3    | 1      | Alex Pullin  | Austràlia    |       |
| 4    | 32     | David Bakeš  | Txèquia      |       |

| Pos. | Dorsal | Nom                | CON          | Notes |
| ---- | ------ | ------------------ | ------------ | ----- |
| 1    | 8      | Nate Holland       | Estats Units | Q     |
| 2    | 9      | Damon Hayler       | Austràlia    | Q     |
| 3    | 25     | Joachim Havikhagen | Noruega      |       |
| 4    | 24     | Stian Sivertzen    | Noruega      |       |

| Pos. | Dorsal | Nom             | CON     | Notes |
| ---- | ------ | --------------- | ------- | ----- |
| 1    | 12     | Lukas Gruener   | Àustria | Q     |
| 2    | 5      | Mario Fuchs     | Àustria | Q     |
| 3    | 21     | Markus Schairer | Àustria |       |
| 4    | 28     | Mateusz Ligocki | Polònia |       |

| Pos. | Dorsal | Nom              | CON     | Notes |
| ---- | ------ | ---------------- | ------- | ----- |
| 1    | 20     | Andrey Boldykov  | Rússia  | Q     |
| 2    | 29     | Michal Novotny   | Txèquia | Q     |
| 4    | 13     | Alberto Schiavon | Itàlia  |       |
| 4    | 4      | Xavier de Le Rue | França  |       |

| Pos. | Dorsal | Nom            | CON    | Notes |
| ---- | ------ | -------------- | ------ | ----- |
| 1    | 3      | Mike Robertson | Canadà | Q     |
| 2    | 14     | Tony Ramoin    | França | Q     |
| 3    | 30     | Simone Malusa  | Itàlia |       |
| 4    | 19     | Federico Raimo | Itàlia |       |

| Pos. | Dorsal | Nom             | CON       | Notes |
| ---- | ------ | --------------- | --------- | ----- |
| 1    | 6      | Pierre Vaultier | França    | Q     |
| 2    | 11     | Drew Neilson    | Canadà    | Q     |
| 3    | 27     | Maciej Jodko    | Polònia   |       |
| 4    | 22     | Rok Rogelj      | Eslovènia |       |

| Pos. | Dorsal | Nom                  | CON          | Notes |
| ---- | ------ | -------------------- | ------------ | ----- |
| 1    | 10     | Robert Fagan         | Canadà       | Q     |
| 2    | 26     | David Speiser        | Alemanya     | Q     |
| 3    | 23     | Paul-Henri de Le Rue | França       |       |
| 4    | 7      | Nick Baumgartner     | Estats Units |       |

| Pos. | Dorsal | Nom               | CON          | Notes |
| ---- | ------ | ----------------- | ------------ | ----- |
| 1    | 15     | Francois Boivin   | Canadà       | Q     |
| 2    | 18     | Stefano Pozzolini | Itàlia       | Q     |
| 3    | 2      | Graham Watanabe   | Estats Units |       |
| 4    | 31     | Regino Hernández  | Espanya      |       |

### Quats de final
| Pos. | Dorsal | Nom          | CON          | Notes |
| ---- | ------ | ------------ | ------------ | ----- |
| 1    | 17     | Seth Wescott | Estats Units | Q     |
| 2    | 8      | Nate Holland | Estats Units | Q     |
| 3    | 16     | Fabio Caduff | Suïssa       |       |
| 4    | 9      | Damon Hayler | Austràlia    |       |

| Pos. | Dorsal | Nom             | CON     | Notes |
| ---- | ------ | --------------- | ------- | ----- |
| 1    | 5      | Mario Fuchs     | Àustria | Q     |
| 2    | 12     | Lukas Gruener   | Àustria | Q     |
| 3    | 20     | Andrey Boldykov | Rússia  |       |
| 4    | 13     | Michal Novotny  | Txèquia |       |

| Pos. | Dorsal | Nom             | CON    | Notes |
| ---- | ------ | --------------- | ------ | ----- |
| 1    | 3      | Mike Robertson  | Canadà | Q     |
| 2    | 14     | Tony Ramoin     | França | Q     |
| 3    | 6      | Pierre Vaultier | França |       |
| 4    | 11     | Drew Neilson    | Canadà |       |

| Pos. | Dorsal | Nom               | CON      | Notes |
| ---- | ------ | ----------------- | -------- | ----- |
| 1    | 10     | Robert Fagan      | Canadà   | Q     |
| 2    | 26     | David Speiser     | Alemanya | Q     |
| 3    | 18     | Stefano Pozzolini | Itàlia   |       |
| 4    | 15     | Francois Boivin   | Canadà   |       |

### Semifinals
| Pos. | Dorsal | Nom           | CON          | Notes |
| ---- | ------ | ------------- | ------------ | ----- |
| 1    | 8      | Nate Holland  | Estats Units | Q     |
| 2    | 17     | Seth Wescott  | Estats Units | Q     |
| 3    | 12     | Lukas Gruener | Àustria      |       |
| 4    | 5      | Mario Fuchs   | Àustria      |       |

| Pos. | Dorsal | Nom            | CON      | Notes |
| ---- | ------ | -------------- | -------- | ----- |
| 1    | 3      | Mike Robertson | Canadà   | Q     |
| 2    | 14     | Tony Ramoin    | França   | Q     |
| 3    | 10     | Robert Fagan   | Canadà   |       |
| 4    | 26     | David Speiser  | Alemanya |       |

### Finals
Final B
| Pos. | Dorsal | Nom           | CON      |
| ---- | ------ | ------------- | -------- |
| 5    | 10     | Robert Fagan  | Canadà   |
| 6    | 12     | Lukas Gruener | Àustria  |
| 7    | 5      | Mario Fuchs   | Àustria  |
| 8    | 26     | David Speiser | Alemanya |

Final A
| Pos. | Dorsal | Nom            | CON          |
| ---- | ------ | -------------- | ------------ |
| 1    | 17     | Seth Wescott   | Estats Units |
| 2    | 3      | Mike Robertson | Canadà       |
| 3    | 14     | Tony Ramoin    | França       |
| 4    | 8      | Nate Holland   | Estats Units |